# آنلی درکر
آنلی ماریان درکر (انگلیسی: Anneli Marian Drecker؛ زادهٔ ۱۲ فوریهٔ ۱۹۶۹) خواننده و بازیگر نروژی اهل ترومسو است. وی خوانندهٔ اصلی گروهٔ موسیقی دریم پاپ بل کانتو می‌‎باشد.